# Theodorus Johannes Maria Gruter

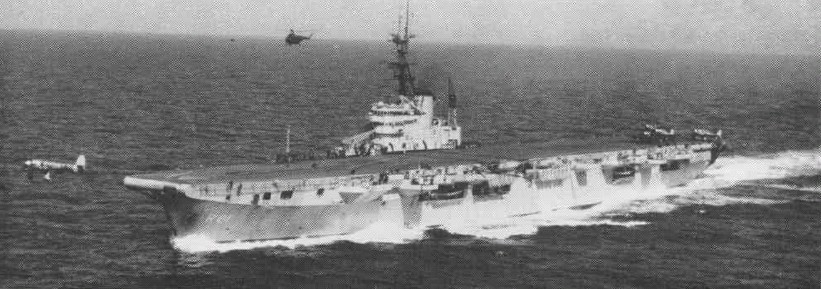
Gruter diende op de Karel Doorman

Theodorus Johannes Maria Gruter (Hilversum, 1 augustus 1920 - Bennebroek, 16 januari 2004) was een Nederlands Engelandvaarder, kapitein-luitenant-ter-zee, waarnemer en piloot.

## Loopbaan
Gruter behaalde in juli 1940 het examen aan de Kweekschool voor de Zeevaart te Amsterdam. Hij vertrok in 1942 via Zweden naar Engeland, waar hij leerde vliegen. Gruter verkreeg het Vliegerkruis bij Koninklijk Besluit van 12 mei 1945 nummer 12 voor zijn verrichtingen tijdens de Tweede Wereldoorlog, met name omdat hij gedurende geruime tijd bij het 320ste squadron van de Nederlandse Marine Luchtvaartdienst in Engeland tijdens oorlogsvluchten tegen de vijand blijk had gegeven van moed, volharding, bekwaamheid en plichtsbetrachting. Hij werd bij besluit van 1 mei 1949 benoemd tot waarnemend luitenant-ter-zee tweede klasse en bij besluit van 1 april 1956 bevorderd tot luitenant-ter-zee eerste klasse waarnemend.
Na de oorlog diende Gruter bij de mobiele eenheden van de Koninklijke Marine in de rang van luitenant-ter-zee op de Karel Doorman. In maart 1960 zouden vier Avengers van het op Curaçao gestationeerde vliegtuigsquadron nummer 1 voor een oefenvlucht naar Suriname vertrekken. Op de heen- en terugreis zou een tussenstop gemaakt worden op het vliegveld Piarco op Trinidad. Deze formatie stond onder commando van Gruter; het was voor het eerst in de geschiedenis van de Marine Luchtvaartdienst dat haar vliegtuigen zouden neerstrijken op Surinaamse bodem. Bij besluit van 1 april 1966 werd hij bevorderd tot kapitein-luitenant-ter-zee waarnemend en op 1 december 1971 verliet hij de dienst met pensioen. Gruter werd in april 1967 bij Koninklijk Besluit benoemd tot officier in de Orde van Oranje-Nassau met de zwaarden. Hij trad in mei 1980 op als getuige-deskundige bij de zitting van de Raad voor de Scheepvaart inzake de aanvaring van het motorschip Nedloyd Seine met het Belgische motortankschip E.R. Wallonia in de Zuid-Chinese Zee. Gruter overleed in Bennebroek in de leeftijd van 83 jaar.
Naast zijn onderscheiding met het Vliegerkruis was hij officier in de Orde van Oranje-Nassau, bezat hij het Oorlogsherinneringskruis, het Verzetsherdenkingskruis en het Ereteken voor Orde en Vrede.